# داؤود أرغواني
داؤود ارغواني (بالفارسية: داوود ارغوانی)، هو لاعب إيراني سابق لكرة القدم، لعب مع نادي تاج الإيراني، وفي سنة 1958م لعب مع منتخب بلاده في دورة الألعاب الآسيوية.